# Gare de Sarcelles - Saint-Brice
Gare de Sarcelles - Saint-Brice vasútállomás Franciaországban, Saint-Brice-sous-Forêt településen.

## Vasútvonalak
Az állomást az alábbi vasútvonalak érintik:
- Épinay-Villetaneuse–Le Tréport-Mers-vasútvonal

## Kapcsolódó állomások
A vasútállomáshoz az alábbi állomások vannak a legközelebb:
- Gare d’Écouen - Ézanville (Gare de Creil, Gare de Luzarches, Gare de Persan - Beaumont, Transilien H)
- Gare de Groslay (Paris Gare du Nord, Transilien H)